# Romain Cannone
Romain Pierre Cannone (Boulogne-Billancourt, 1997. április 12. –) olimpiai, világ- és Európa-bajnok francia párbajtőrvívó.

## Sportpályafutása
Canonne Franciaországban született, de pár évvel később szüleivel Brazíliába költözött. A család később New Yorkban telepedett le, Cannone tizenkét éves korában ott kezdett el vívni versenyszerűen. Tizenhárom éves korától a New York-i Vívó Akadémián pallérozódott, ahol Michael Mokretsov lett az edzője. A 2019-es budapesti olimpiai kvalifikációs világbajnokságon 30. helyen végzett párbajtőr egyéniben. Mielőtt pástra lépett volna a koronavírus-járvány miatt egy évvel elhalasztott tokiói olimpián, legjobb felnőtt eredménye egy 7. hely volt a vancouveri világkupán, 2019 februárjából.
Az ötkarikás játékokra eredetileg csak tartalékként nevezte a francia szakági szövetség, azonban 2021. június 18-án, Daniel Jérent doppingügybe keveredett, így Cannone-t nevezték helyére a játékokra. 2021. július 25-én, a párbajtőr egyéni versenynapján a negyeddöntőben az Európa-bajnok orosz Szergej Bidát, az elődöntőben a világ- és Európa-bajnoki ezüstérmes ukrán Ihor Rejzlint legyőzve bejutott a döntőbe, ahol a 2019-es világbajnok Siklósi Gergely várt rá. Cannone 15–10 arányban legyőzte magyar ellenfelét, ezzel olimpiai bajnoki címet szerzett.

## Magánélet
2019-től a SKEMA Business School hallgatója.